# Edward Lowassa
Edward Ngoyayi Lowassa (26 de agosto de 1953-10 de febrero de 2024) fue un político tanzano, primer ministro de Tanzania entre el 30 de diciembre de 2005 hasta el 9 de febrero de 2008. Lowassa tuvo buenos antecedentes parlamentarios y en asuntos de gobierno. 

## Educación
Lowassa tenía un pregrado en Artes Teatrales por la Universidad de Dar es Salaam de Tanzania y una Maestría en Desarrollo de Estudios por la Universidad de Bath en el Reino Unido.

## Cargos ocupados
Lowassa ocupó distintos cargos en el gobierno desde comienzo de los 80's:
- Ministro de Estado, Vicepresidente de la Oficina de Medio Ambiente & Pobreza 1988-2000
- Director general - Conferencia Central General Arusha 1989-1990
- Ministro de Estado, primer ministro y primer vicepresidente (Judicial & Relaciones Parlamentarias) 1990-1993
- Ministro de Tierras y Desarrollo de Asentamientos Humanos 1993-1995
- Ministro de Agua y Desarrollo de Ganadéría 2000-2005
- Miembro del Parlamento - Monduli Constituency 1990-presente
- Primer ministro 2005-2008

El 30 de diciembre de 2005, Lowassa fue nombrado primer ministro de su país. Sin embargo, dimitió a su cargo en febrero de 2008, y lo sucedió Mizengo Pinda.